# Aporochelifer insulanus
Aporochelifer insulanus är en spindeldjursart som beskrevs av Beier 1953. Aporochelifer insulanus ingår i släktet Aporochelifer och familjen tvåögonklokrypare. Inga underarter finns listade i Catalogue of Life.